# 史佳花
史佳花（1963年—），山西祁县人，中国晋剧表演艺术家，一级演员，中国戏剧梅花奖二度梅获得者。

## 生平
1979年毕业于晋中艺术学校，同年分配到山西省晋中青年晋剧团工作。